# Tibouchina cristata
Tibouchina cristata är en tvåhjärtbladig växtart som beskrevs av Alexander Curt Brade. Tibouchina cristata ingår i släktet Tibouchina och familjen Melastomataceae. Inga underarter finns listade i Catalogue of Life.